# Стара Калетка
Стара Калетка (пол. Stara Kaletka, нім. Alt Kaletka) — село в Польщі, у гміні Пурда Ольштинського повіту Вармінсько-Мазурського воєводства.
Населення — 64 особи (2011).

## Демографія
Демографічна структура станом на 31 березня 2011 року:
|          | Загалом | Допрацездатний вік | Працездатний вік | Постпрацездатний вік |
| -------- | ------- | ------------------ | ---------------- | -------------------- |
| Чоловіки | 34      | 12                 | 21               | 1                    |
| Жінки    | 30      | 6                  | 18               | 6                    |
| Разом    | 64      | 18                 | 39               | 7                    |